# Strong Arm of the Law
Strong Arm of the Law is het derde album van de Britse band Saxon, uitgebracht in 1980 door Carrere een paar maanden na Wheels of Steel. Samen met zijn voorganger wordt Strong Arm of the Law gezien als een van de klassiekers van de band.

## Nummers
1. Heavy Metal Thunder – 4:20
2. To Hell and Back Again – 4:44
3. Strong Arm of the Law – 4:39
4. Taking Your Chances – 4:19
5. 20,000 Ft. – 3:16
6. Hungry Years – 5:18
7. Sixth Form Girls – 4:19
8. Dallas 1 PM – 6:29

## Bezetting
- Biff Byford - zang
- Graham Oliver - gitaar
- Paul Quinn - gitaar
- Steve Dawson - basgitaar
- Pete Gill - drums